# Mike Gizzi
Michael Anthony Gizzi, detto Mike (Filadelfia, 16 settembre 1975), è un ex cestista statunitense con cittadinanza italiana, professionista in Francia, Grecia e Italia.

## Carriera
È stato capocannoniere della Serie B d'Eccellenza nel 2003-04 (23,4 punti), nel 2004-05 (24,6) e nel 2009-10 (21,9).

## Palmarès
- Campione USBL (1998)